# فلاویوس فاتح
فلاویوس فاتح یا فلاویوس ویکتور (به انگلیسی: Flavius Victor؛ بهلاتین: Flavius Victor Augustus) فرزند ماگنوس ماکسیموس امپراتور روم غربی بود. او توسط پدرش لقب آگوستوس گرفت و حکومت اسمی او از ۳۸۴ تا زمان مرگش در ۳۸۸ برقرار بود.